# Bellerophon

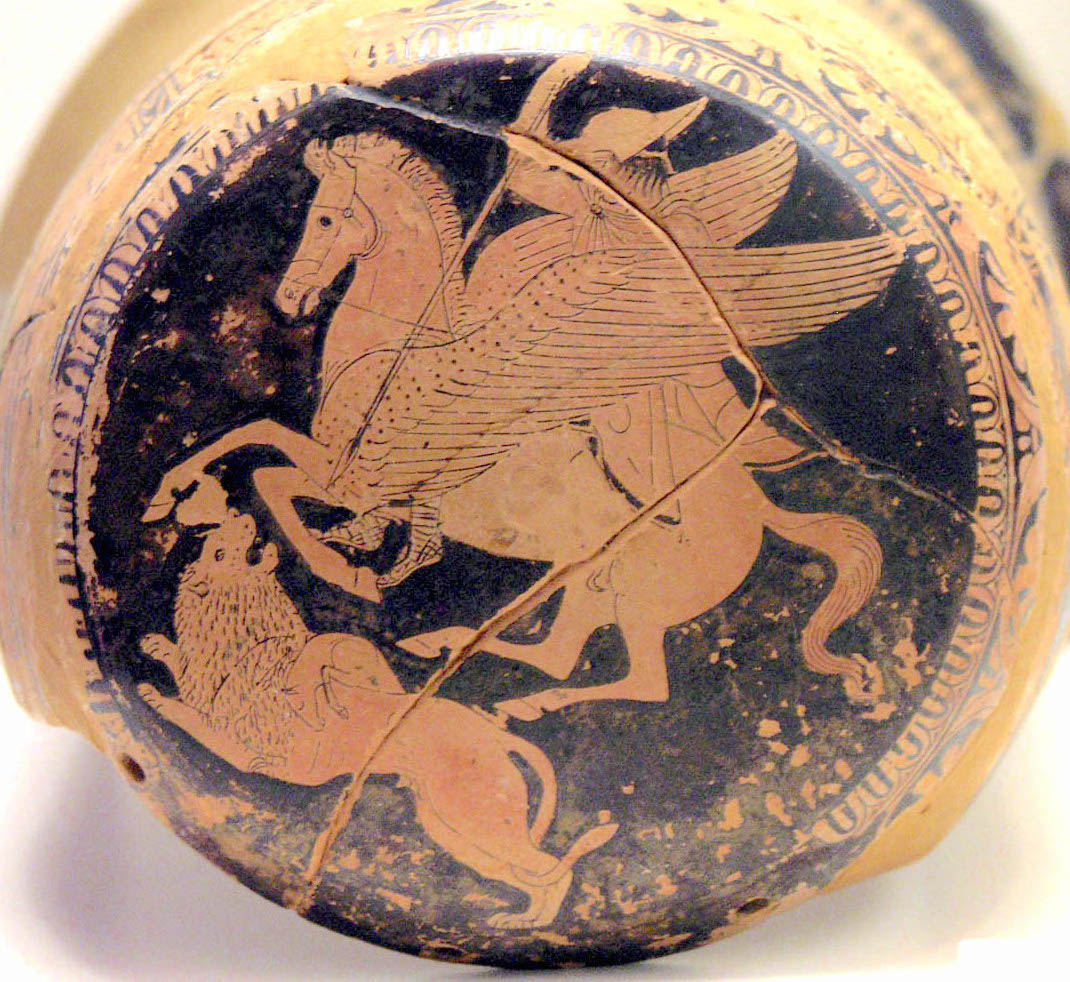
Bellerophon cưỡi trên Pegasus khi giao chiến với Chimera, tại Attic, năm 425–420 trước Công nguyên

Bellerophon (/bəˈlɛrəfən/; tiếng Hy Lạp cổ: Βελλεροφῶν) hoặc Bellerophontes (Βελλεροφόντης) hoặc Hipponous (tiếng Hy Lạp cổ: Ἱππόνοος) là một anh hùng trong thần thoại Hy Lạp. Anh là anh hùng vĩ đại nhất với chiến công lớn nhất là giết chết Chimera. Anh cũng được biết khi thành công khi bắt con ngựa có cánh Pegasus và bị các vị thần chê bai sau khi cố gắng cưỡi Pegasus lên đỉnh Olympus.